# ZNF124
ZNF124 (англ. Zinc finger protein 124) – білок, який кодується однойменним геном, розташованим у людей на 1-й хромосомі. Довжина поліпептидного ланцюга білка становить 351 амінокислот, а молекулярна маса — 40 217.
| 10         |  | 20         |  | 30         |  | 40         |  | 50         |
| ---------- |  | ---------- |  | ---------- |  | ---------- |  | ---------- |
| MSGHPGSWEM |  | NSVAFEDVAV |  | NFTQEEWALL |  | DPSQKNLYRD |  | VMQETFRNLA |
| SIGNKGEDQS |  | IEDQYKNSSR |  | NLRHIISHSG |  | NNPYGCEECG |  | KKPCTCKQCQ |
| KTSLSVTRVH |  | RDTVMHTGNG |  | HYGCTICEKV |  | FNIPSSFQIH |  | QRNHTGEKPY |
| ECMECGKALG |  | FSRSLNRHKR |  | IHTGEKRYEC |  | KQCGKAFSRS |  | SHLRDHERTH |
| TGEKPYECKH |  | CGKAFRYSNC |  | LHYHERTHTG |  | EKPYVCMECG |  | KAFSCLSSLQ |
| GHIKAHAGEE |  | PYPCKQCGKA |  | FRYASSLQKH |  | EKTHIAQKPY |  | VCNNCGKGFR |
| CSSSLRDHER |  | THTGEKPYEC |  | QKCGKAFSRA |  | STLWKHKKTH |  | TGEKPYKCKK |
| M          |  |            |  |            |  |            |  |            |

A: Аланін

C: Цистеїн

D: Аспарагінова кислота

E: Глутамінова кислота

F: Фенілаланін

G: Гліцин

H: Гістидин

I: Ізолейцин

K: Лізин

L: Лейцин

M: Метіонін

N: Аспарагін

P: Пролін

Q: Глутамін

R: Аргінін

S: Серин

T: Треонін

V: Валін

W: Триптофан

Задіяний у таких біологічних процесах, як транскрипція, регуляція транскрипції, альтернативний сплайсинг. 
Білок має сайт для зв'язування з іонами металів, іоном цинку, ДНК. 
Локалізований у ядрі.